# Rob Calloway
Rob Calloway (ur. 18 lipca 1969 w Hartford) – amerykański bokser wagi juniorciężkiej i ciężkiej.

## Kariera zawodowa
Rob Calloway na zawodowym ringu zadebiutował 24 października 1992 roku. Po 4-rundowym pojedynku, pokonał na punkty rodaka – Kenny'ego Browna.
23 października 1993 roku, w swoim szóstym pojedynku doznał pierwszej porażki. Po 6 rundach przegrał niejednogłośnie na punkty z Kenem McCurdy.
2 kwietnia 1997 roku, zdobył pas mało znaczącej federacji WAA w wadze półciężkiej, pokonując w 9. rundzie, przez techniczny nokaut Raya Domenge'a.
3 kwietnia 1999 po 12-rundowym pojedynku wygrał z Darrellem Spinksem jednogłośnie na punkty. Stawką pojedynku był pas federacji IBA "Continental Americas" w wadze junior ciężkiej.
12 listopada 1999 Calloway stoczył walkę o Mistrzostwo Świata federacji IBA wagi junior ciężkiej. Po 12 rundach przegrał jednogłośną decyzją sędziów z Kennym Keene.
31 marca 2000 zdobył pas Mistrza Świata federacji IBA w wadze ciężkiej, pokonując już w 1. rundzie Troya Weida.
21 września 2001 przegrał 12-rundową walkę z Duńczykiem Tue Bjornem Thomsenem, której stawką był wakujący pas Mistrza Świata federacji IBC w kategorii junior ciężkiej.
28 czerwca 2002 roku zdobył Interkontynentalny pas federacji WBF w kategorii ciężkiej, zwyciężając w 11. rundzie, przez techniczny nokaut Otisa Tisdale.
5 października 2002 stoczył pojedynek z Rusłanem Czagajewem. Walka została przerwana po 3. rundzie, z powodu kontuzji Callowaya, spowodowanej przez przypadkowe zderzenie głowami. Ostatecznie sędziowie orzekli remis.
18 października 2003 Calloway po raz pierwszy bronił interkontynentalnego pasa federacji WBF w kategorii ciężkiej. Po 12-rundowym pojedynku pokonał jednogłośnie na punkty Juliusa Longa.
17 czerwca 2004 przegrał w drugiej rundzie, przez nokaut z Hasimem Rahmanem.
24 czerwca 2005 wygrał z Australijczykiem Bobem Mirovicem jednogłośnie na punkty po 12 rundach. Stawką tego pojedynku był wakujący pas Mistrza Świata federacji WBF w wadze ciężkiej.
7 stycznia 2006 stoczył rewanżowy pojedynek z Rusłanem Czagajewem. Rob Calloway uległ w 2. rundzie przez nokaut.
26 kwietnia 2006 przegrał jednogłośnie na punkty 10-rundową walkę, z Jameelem McClinem.
18 grudnia 2009 Calloway przegrał z Polakiem Pawłem Kołodziejem pojedynek o Mistrzostwo Świata federacji IBC w kategorii junior ciężkiej. Został poddany przez narożnik między 6. a 7. rundą.
28 maja 2010 w walce z Shannonem Briggsem przegrał przed techniczny nokaut w pierwszej rundzie.
2 sierpnia 2010 Rob Calloway przerwał passę dwóch porażek z rzędu, pokonując dwa do remisu, po 6 rundach Travisa Fultona. Było to drugie starcie między tymi pięściarzami. Pierwsze, które miało miejsce w 2005 roku, wygrał Calloway przez techniczny nokaut w 2. rundzie.